# Маг (Сибињ)
Маг (рум. Mag) насеље је у Румунији у округу Сибињ у општини Салиште. Oпштина се налази на надморској висини од 521 m.

## Становништво
Према подацима из 2002. године у насељу је живело 439 становника.

### Попис2002.
| Расподела становништва по националности 2002.‍ | Расподела становништва по националности 2002.‍ | Расподела становништва по националности 2002.‍ | Расподела становништва по националности 2002.‍ | Расподела становништва по националности 2002.‍ |
| --------------------------------------------- | --------------------------------------------- | --------------------------------------------- | --------------------------------------------- | --------------------------------------------- |
|                                               |                                               |                                               |                                               |                                               |
| Румуни                                        | Румуни                                        |                                               | 159                                           | 36,5%                                         |
| Роми                                          | Роми                                          |                                               | 277                                           | 63,5%                                         |